# Spiroplasma mirum
Spiroplasma mirum è una specie di batterio appartenente alla famiglia delle Spiroplasmataceae.